# Syrphoctonus simulans
Syrphoctonus simulans là một loài tò vò trong họ Ichneumonidae.